# L’Ancienne-Lorette
L'Ancienne-Lorette – miasto w Kanadzie, w prowincji Quebec, w regionie Capitale-Nationale i MRC Québec. W 2002 roku zostało włączone do miasta Québec, jednak w referendum przeprowadzonym 20 czerwca 2004 przegłosowano odłączenie i ponowne ustanowienie samodzielnego miasta. L'Ancienne-Lorette jest ponownie samodzielnym miastem od 1 stycznia 2006, od tego czasu jest również enklawą na terytorium miasta Québec.
Liczba mieszkańców L'Ancienne-Lorette wynosi 16 543. Język francuski jest językiem ojczystym dla 96,6%, angielski dla 1,1% mieszkańców (2016).

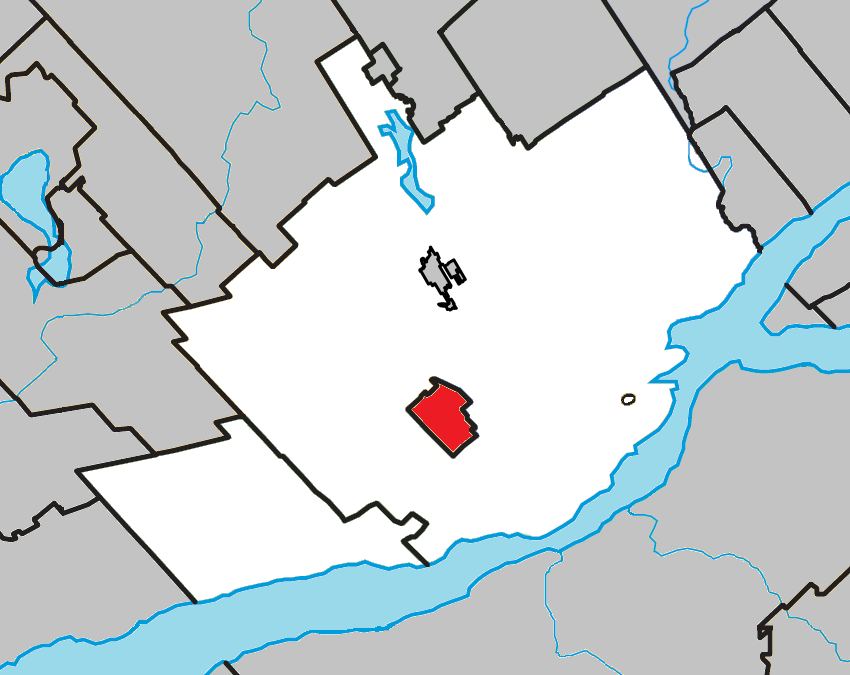
Mapa miasta Québec z zaznaczonym na czerwono L'Ancienne-Lorette jako enklawą.